# تیم ملی والیبال مردان لهستان
تیم ملی والیبال مردان لهستان (به لهستانی: Reprezentacja Polski w volleykowa) نماینده لهستان در مسابقات بین‌المللی والیبال است. این تیم توسط فدراسیون والیبال لهستان (Polski Związek Piłki Siatkowej, PZPS)، نهاد حاکم بر والیبال لهستان، اداره می‌شود و نماینده این کشور در مسابقات بین‌المللی و مسابقات دوستانه است.
بزرگترین دستاوردهای لهستان تا به امروز کسب مدال طلا در المپیک تابستانی ۱۹۷۶، سه عنوان قهرمانی جهان (۱۹۷۴، ۲۰۱۴ و ۲۰۱۸)، دو عنوان قهرمانی اروپا (۲۰۰۹ و ۲۰۲۳)، لیگ جهانی (۲۰۱۲) و لیگ ملت ها (۲۰۲۳ و ۲۰۲۵) بوده است.
از ژوئیه ۲۰۲۵، لهستان یکی از قوی‌ترین تیم‌های جهان است که در رتبه‌بندی جهانی FIVB رتبه اول را دارد.

## اعضای کنونی
سرمربی: نیکولا گربیچ
| شماره. | نام             | تاریخ تولد      | قد                       | وزن                    | اسپک                    | دفاع                    | باشگاه ۲۰۱۴          |
| ------ | --------------- | --------------- | ------------------------ | ---------------------- | ----------------------- | ----------------------- | -------------------- |
| 1      | پیوتر نواکوفسکی | ۱۸ دسامبر ۱۹۸۷  | ۲٫۰۵ متر (۶ فوت ۹ اینچ)  | ۹۰ کیلوگرم (۲۰۰ پوند)  | ۳۵۵ سانتیمتر (۱۴۰ اینچ) | ۳۴۰ سانتیمتر (۱۳۰ اینچ) | آسیکو رسوویا ژشوف    |
| 2      | ویچیخ گژب       | ۴ ژانویه ۱۹۸۱   | ۲٫۰۵ متر (۶ فوت ۹ اینچ)  | ۱۰۴ کیلوگرم (۲۲۹ پوند) | ۳۶۰ سانتیمتر (۱۴۰ اینچ) | ۳۴۰ سانتیمتر (۱۳۰ اینچ) | لوتوس ترفل گدانسک    |
| 3      | داوید کونارسکی  | ۳۱ اوت ۱۹۸۹     | ۱٫۹۸ متر (۶ فوت ۶ اینچ)  | ۹۳ کیلوگرم (۲۰۵ پوند)  | ۳۵۳ سانتیمتر (۱۳۹ اینچ) | ۳۲۰ سانتیمتر (۱۳۰ اینچ) | آسیکو رسوویا ژشوف    |
| 4      | یاکوب یاروش     | ۱۰ فوریه ۱۹۸۷   | ۱٫۹۵ متر (۶ فوت ۵ اینچ)  | ۸۴ کیلوگرم (۱۸۵ پوند)  | ۳۵۳ سانتیمتر (۱۳۹ اینچ) | ۳۲۸ سانتیمتر (۱۲۹ اینچ) | ترانسفر بیدگوشچ      |
| 5      | گژگوش پایانک    | ۱ ژانویه ۱۹۸۷   | ۱٫۹۶ متر (۶ فوت ۵ اینچ)  | ۸۶ کیلوگرم (۱۹۰ پوند)  | ۳۴۲ سانتیمتر (۱۳۵ اینچ) | ۳۲۰ سانتیمتر (۱۳۰ اینچ) | افکتور کیلتس         |
| 6      | بارتوش کورک     | ۲۹ اوت ۱۹۸۸     | ۲٫۰۵ متر (۶ فوت ۹ اینچ)  | ۸۷ کیلوگرم (۱۹۲ پوند)  | ۳۵۲ سانتیمتر (۱۳۹ اینچ) | ۳۲۶ سانتیمتر (۱۲۸ اینچ) | لوبه تریا            |
| 7      | کارول کلوس      | ۸ اوت ۱۹۸۹      | ۲٫۰۱ متر (۶ فوت ۷ اینچ)  | ۸۷ کیلوگرم (۱۹۲ پوند)  | ۳۵۷ سانتیمتر (۱۴۱ اینچ) | ۳۲۶ سانتیمتر (۱۲۸ اینچ) | آسیکو رسوویا ژشوف    |
| 8      | آندرژی ورونا    | ۲۷ دسامبر ۱۹۸۸  | ۲٫۰۵ متر (۶ فوت ۹ اینچ)  | ۹۵ کیلوگرم (۲۰۹ پوند)  | ۳۵۰ سانتیمتر (۱۴۰ اینچ) | ۲۶۵ سانتیمتر (۱۰۴ اینچ) | آسیکو رسوویا ژشوف    |
| 9      | بارتولومیو بولژ | ۲۸ سپتامبر ۱۹۸۴ | ۲٫۰۳ متر (۶ فوت ۸ اینچ)  | ۹۷ کیلوگرم (۲۱۴ پوند)  | ۳۶۰ سانتیمتر (۱۴۰ اینچ) | ۳۳۵ سانتیمتر (۱۳۲ اینچ) | چارنی رادوم          |
| 10     | دامیان ویتاشک   | ۷ سپتامبر ۱۹۸۸  | ۱٫۸ متر (۵ فوت ۱۱ اینچ)  | ۷۶ کیلوگرم (۱۶۸ پوند)  | ۳۳۰ سانتیمتر (۱۳۰ اینچ) | ۳۰۱ سانتیمتر (۱۱۹ اینچ) | یازچمبسکی ونگل       |
| 11     | فابین دژیزگا    | ۳ ژانویه ۱۹۹۰   | ۱٫۹۶ متر (۶ فوت ۵ اینچ)  | ۹۰ کیلوگرم (۲۰۰ پوند)  | ۳۲۵ سانتیمتر (۱۲۸ اینچ) | ۳۰۴ سانتیمتر (۱۲۰ اینچ) | آسیکو رسوویا ژشوف    |
| 12     | گژگوش لوماچ     | ۱ اکتبر ۱۹۸۷    | ۱٫۸۷ متر (۶ فوت ۲ اینچ)  | ۸۰ کیلوگرم (۱۸۰ پوند)  | ۳۳۵ سانتیمتر (۱۳۲ اینچ) | ۳۱۵ سانتیمتر (۱۲۴ اینچ) | لوبین کوپروم         |
| 13     | میخال کوبیاک    | ۲۳ فوریه ۱۹۸۸   | ۱٫۹۱ متر (۶ فوت ۳ اینچ)  | ۸۰ کیلوگرم (۱۸۰ پوند)  | ۳۲۸ سانتیمتر (۱۲۹ اینچ) | ۳۱۲ سانتیمتر (۱۲۳ اینچ) | پاناسونیک پنترز      |
| 14     | مارسین والینسکی | ۲۴ اکتبر ۱۹۹۰   | ۱٫۹۵ متر (۶ فوت ۵ اینچ)  | ۸۵ کیلوگرم (۱۸۷ پوند)  | ۳۳۸ سانتیمتر (۱۳۳ اینچ) | ۳۱۳ سانتیمتر (۱۲۳ اینچ) | ترانسفر بیدگوشچ      |
| 15     | پیوتر گاسک      | ۱۶ سپتامبر ۱۹۷۸ | ۱٫۸۵ متر (۶ فوت ۱ اینچ)  | ۷۸ کیلوگرم (۱۷۲ پوند)  | ۳۲۵ سانتیمتر (۱۲۸ اینچ) | ۳۰۵ سانتیمتر (۱۲۰ اینچ) | لوتوس ترفل گدانسک    |
| 16     | میخال کنجیرسکی  | ۹ اوت ۱۹۹۴      | ۱٫۹۴ متر (۶ فوت ۴ اینچ)  | ۸۶ کیلوگرم (۱۹۰ پوند)  | ۳۳۰ سانتیمتر (۱۳۰ اینچ) | ۳۰۰ سانتیمتر (۱۲۰ اینچ) | چارنی رادوم          |
| 17     | پاول زاتورسکی   | ۲۱ ژوئن ۱۹۹۰    | ۱٫۸۴ متر (۶ فوت ۰ اینچ)  | ۷۳ کیلوگرم (۱۶۱ پوند)  | ۳۲۸ سانتیمتر (۱۲۹ اینچ) | ۳۰۴ سانتیمتر (۱۲۰ اینچ) | زاکسا کیدژیرژن کوژله |
| 18     | مارسین مژدونک   | ۹ فوریه ۱۹۸۵    | ۲٫۱۱ متر (۶ فوت ۱۱ اینچ) | ۹۳ کیلوگرم (۲۰۵ پوند)  | ۳۵۸ سانتیمتر (۱۴۱ اینچ) | ۳۳۸ سانتیمتر (۱۳۳ اینچ) | هالک بانک            |
| 19     | شیمون روماچ     | ۱ اکتبر ۱۹۹۲    | ۱٫۹۶ متر (۶ فوت ۵ اینچ)  | ۸۹ کیلوگرم (۱۹۶ پوند)  | ۳۳۶ سانتیمتر (۱۳۲ اینچ) | ۳۰۹ سانتیمتر (۱۲۲ اینچ) | لوبین کوپروم         |
| 20     | متئوش میکا      | ۲۱ ژانویه ۱۹۹۱  | ۲٫۰۶ متر (۶ فوت ۹ اینچ)  | ۸۶ کیلوگرم (۱۹۰ پوند)  | ۳۵۲ سانتیمتر (۱۳۹ اینچ) | ۳۲۰ سانتیمتر (۱۳۰ اینچ) | لوتوس ترفل گدانسک    |
| 21     | رافال بوشک      | ۲۸ آوریل ۱۹۸۷   | ۱٫۹۴ متر (۶ فوت ۴ اینچ)  | ۸۱ کیلوگرم (۱۷۹ پوند)  | ۳۴۵ سانتیمتر (۱۳۶ اینچ) | ۳۲۷ سانتیمتر (۱۲۹ اینچ) | آسیکو رسوویا ژشوف    |
| 22     | بارتوش بدنوژ    | ۲۵ ژوئیه ۱۹۹۴   | ۲٫۰۱ متر (۶ فوت ۷ اینچ)  | ۸۴ کیلوگرم (۱۸۵ پوند)  | ۳۵۰ سانتیمتر (۱۴۰ اینچ) | ۳۱۵ سانتیمتر (۱۲۴ اینچ) | آزتس اولشتین         |
| 23     | متئوش بینیک     | ۵ آوریل ۱۹۹۴    | ۲٫۱ متر (۶ فوت ۱۱ اینچ)  | ۹۸ کیلوگرم (۲۱۶ پوند)  | ۳۵۱ سانتیمتر (۱۳۸ اینچ) | ۳۲۶ سانتیمتر (۱۲۸ اینچ) | افکتور کیلتس         |
| 24     | الکساندر شیوکا  | ۲۴ مه ۱۹۹۵      | ۱٫۹۴ متر (۶ فوت ۴ اینچ)  | ۷۸ کیلوگرم (۱۷۲ پوند)  | ۳۳۷ سانتیمتر (۱۳۳ اینچ) | ۳۲۱ سانتیمتر (۱۲۶ اینچ) | آزتس پلی تکنیک ورشو  |
| 25     | آرتور چالپک     | ۲۰ مارس ۱۹۹۵    | ۲ متر (۶ فوت ۷ اینچ)     | ۸۵ کیلوگرم (۱۸۷ پوند)  | ۳۴۵ سانتیمتر (۱۳۶ اینچ) | ۳۱۹ سانتیمتر (۱۲۶ اینچ) | آزتس پلی تکنیک ورشو  |

جستارهای وابسته
- تیم ملی والیبال زنان لهستان